# 富士市
富士市（日语：／ Fuji shi */?）是靜岡縣東部的城市，施行時特例市。人口數居于靜岡縣內第三位。也是富士都市圈（約40万人）的行政、商業、工業中心。日本製紙（舊大昭和製紙）、王子製紙等很多造紙工廠都設立于此，在戰后的經濟高度成長期，很多造紙工廠將廢水傾倒入海中，加上空氣污染，引發嚴重的社會問題。

## 交通

### 鐵道
- 中央車站：富士站
- JR東海
  - 東海道本線：東田子之浦站－吉原站－富士站－富士川站
  - 身延線：富士站－柚木站－竪堀站－入山瀨站－富士根站－
  - 東海道新幹線：新富士站
- 岳南線：全線

## 地理
富士市位于日本最高的山富士山以南，面向駿河灣。市內海岸線長10公里。市域東西寬17.9km、南北長27.5km。據2006年統計，一年之內中有192日可看見富士山（全部116日、一部份76日），且富士市是唯一可眺望到富士山最大之寄生火山——寶永山的地方，因此當地文宣及居民所描繪的富士山會有多一角。

### 相鄰的自治體

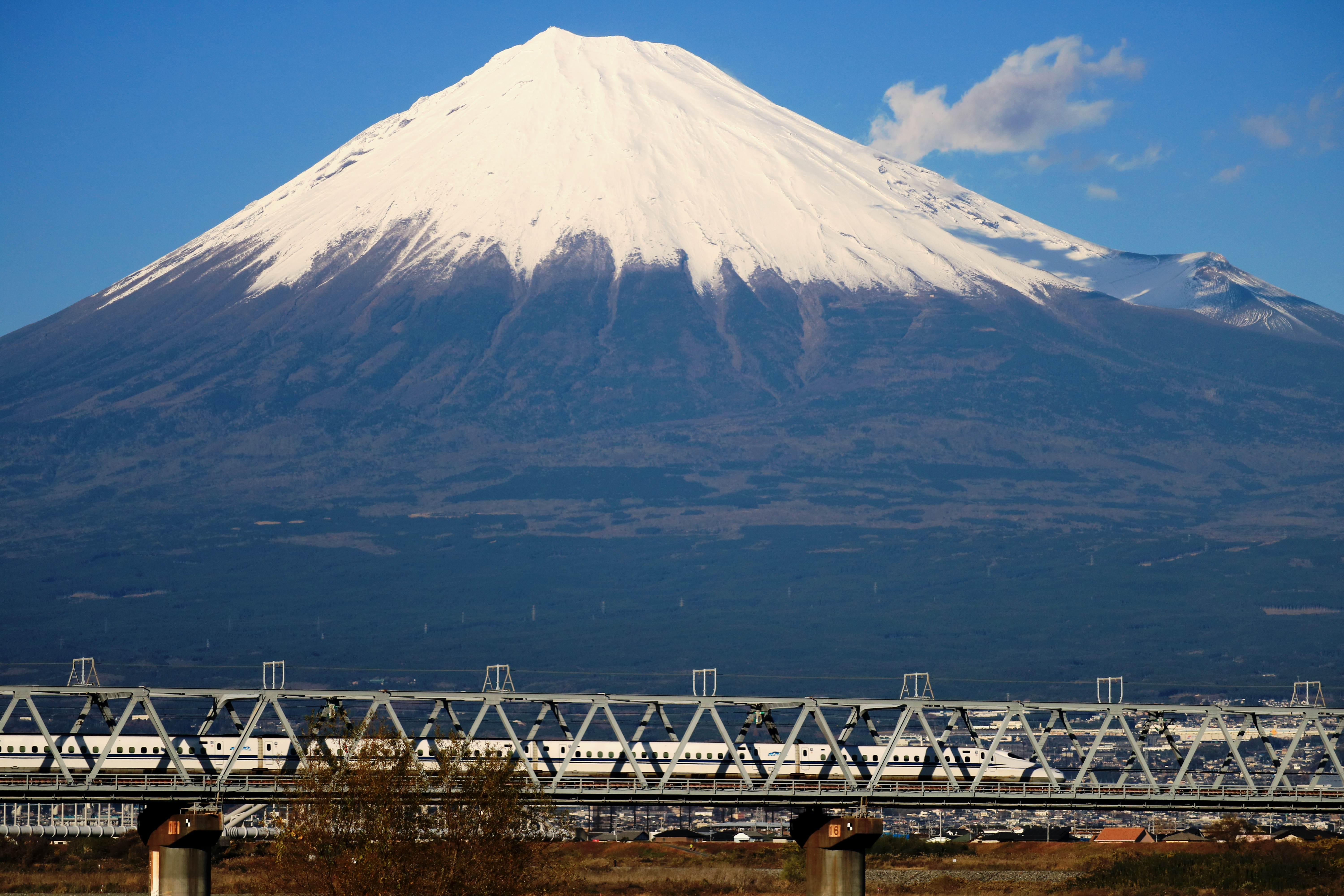
正在通過富士川的新幹線列車

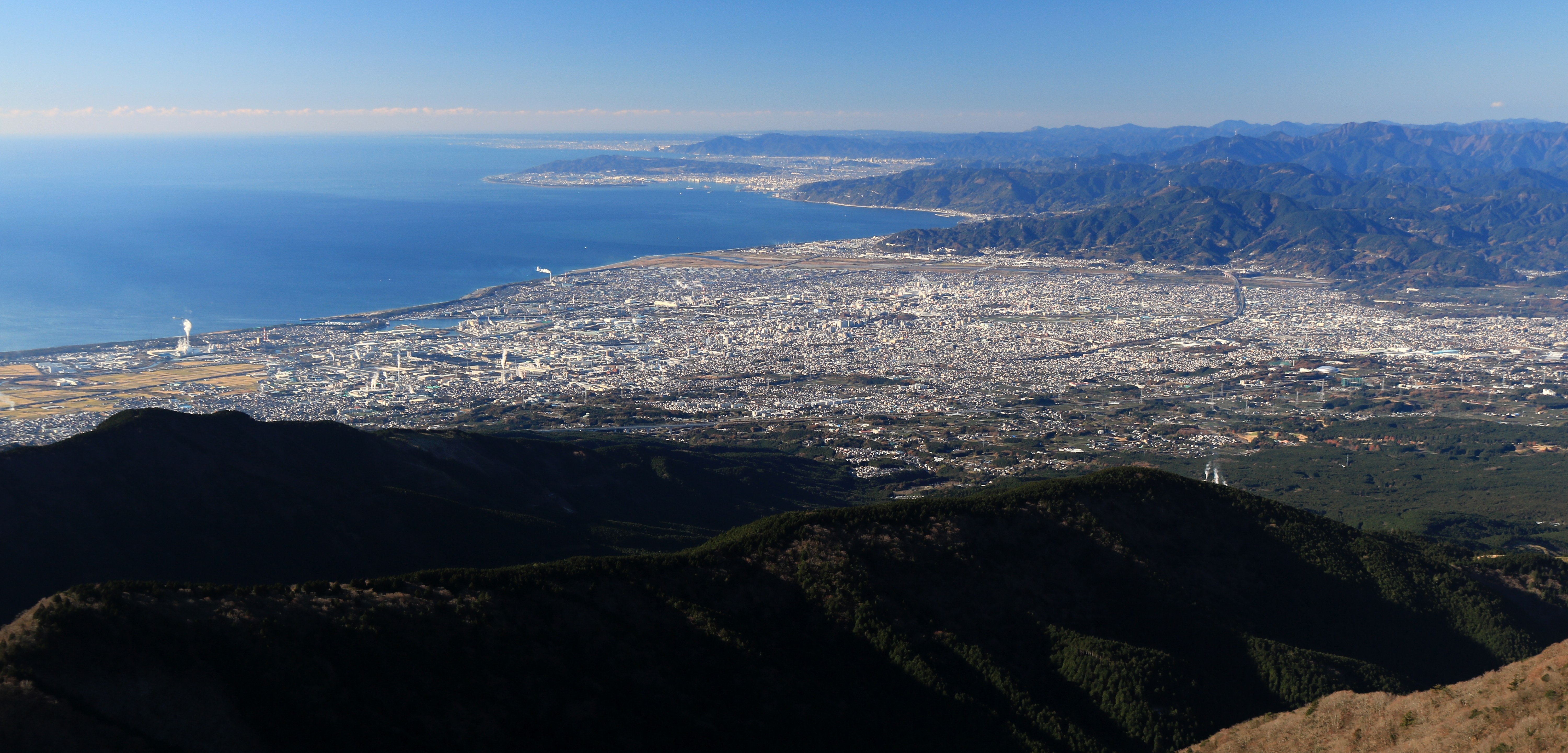
市區

- 静岡市清水区
- 富士宮市
- 裾野市
- 御殿場市
- 沼津市
- 芝川町

## 姊妹或友好城市
| 城市                     | 國家           | 締結日期      |
| ------------------------ | -------------- | ------------- |
| 嘉興（浙江省）           | 中华人民共和国 | 1989年1月13日 |
| 歐申賽德（加利福尼亞州） | 美国           |               |

## 外部連結
- 富士市公所 （页面存档备份，存于）